# Cecil Rajendra
Cecil Rajendra (* 1941 nahe George Town, Malaysia) ist ein malaysischer Menschenrechtsanwalt, Kolumnist und Dichter. Er schreibt seine Werke in englischer Sprache und gilt als einer der bedeutendsten zeitgenössischen Lyriker Asiens. Ausgaben seiner Werke erscheinen in über 50 Ländern und in zahlreichen Übersetzungen. Er hat den Übernamen The Lawyer-Poet.

## Leben
Cecil Rajendra stammt aus einem Fischerdorf auf der Insel Penang, wo er in ärmlichen Verhältnissen aufwuchs. Nach dem Schulbesuch an der katholischen St. Xavier’s Institution in George Town machte er ein Undergraduate-Studium der Rechtswissenschaft an der National University of Singapore, das er 1968 in London abschloss. Später wurde er an der Londoner Anwaltskammer Lincoln’s Inn zugelassen. Seine Erfahrungen mit der repressiven Politik der malaysischen Regierung veranlassten ihn seiner Heimat 13 Jahre fernzubleiben. Deren Einsatz des Internal Security Act wurde von Rajendra kritisiert. 1976 kehrte er nach Malaysia zurück. Ein Teil der malaysischen Öffentlichkeit nimmt es ihn übel, dass er seine Gedichte auf Englisch und nicht in der Landessprache Bahasa Malaysia schreibt.
Rajendra gründete mit Berufskollegen das Penang Legal Aid Centre (PLAC), um mittellosen Menschen den kostenlosen Zugang zu juristischen Dienstleistungen zu ermöglichen. In der Zeitung The Star veröffentlichte Rajendra wöchentliche Kolumnen. Zudem schreibt er für Asiaweek.
1993 entzog ihm die malaysische Regierung den Reisepass. Ein Sprecher der Malaysian High Commission begründete dies damit, dass Rajendra sich gegen die Abholzung der Regenwälder ausgesprochen hatte. Malaysia befürchtete einen Imageschaden durch weitere diesbezügliche Aussagen Rajendras im Ausland („Mr Rajendra's passport was retained for his anti-logging activities, which it was felt could damage the country's image overseas.“) Ein Grund für die Maßnahme waren womöglich auch kritischen Aussagen Rajendras über die negativen Auswirkungen des Tourismus und die mangelhafte Menschenrechtslage in seiner Heimat, die er 1992 auf einer internationalen Tourismus-Messe in Berlin gemacht hatte. Die Zeitung Malay Mail beschimpfte ihn.
Rajendra schreibt kontroverse und respektlose Lyrik und spricht darin in einer ungeduldigen Sprache über Menschenrechte und Umweltzerstörung. Bereits 1972 hatte er in London mit Kollegen aus Brasilien und Sierra Leone die Gruppe The Third World Troubadours gegründet. Er versteht sich in der Nachfolge seiner Vorbilder Amílcar Cabral, Pablo Neruda und Martin Luther King.
Mit dem Fotografen Ismail Hasim erarbeitete Rajendra das Buch Scent of an Island. Der Bildband zeigt in Schwarz-Weiß-Aufnahmen die verborgenen Seiten von Penang.

## Ehrungen
2005 erhielt Rajendra den ersten Malaysian Lifetime Humanitarian Award in Anerkennung seiner Verdienste um Rechtsbeistand für Mittlellose und seine beispielhafte Dichtung („[...] in recognition of his pioneering legal aid work and exemplary poetry“).
2005 war Rajendra für den Nobelpreis für Literatur nominiert, der in jenem Jahr an Harold Pinter ging.

## Werke
- Embryo. Regency, 1965.
- Bones and Feathers. Heinemann, Writing in Asia Series, 1978, ISBN 978-0686603337.
- Refugees & Other Despairs. Choice Books, 1980.
- Hour of Assassins (1983). Bogle-L'Ouverture Press, 1993, ISBN 978-0904521290.
- Songs for the Unsung... Poems on Unpoetic Issues like War and Want, and Refugees. World Council of Churches, 1983, ISBN 978-2825407851.
- Child of the Sun. Bogle-L'Ouverture Publications (1986). Bogle-L'Ouverture Press, 1993, ISBN 978-0904521382.
- Dove on Fire: Poems on Peace, Justice and Ecology. World Council of Churches, 1986, ISBN 978-2825408995.
- Lovers, Lunatics & Lallang. Bogle-L'Ouverture Publications, 1989, ISBN 978-0904521474.
- Broken Buds. Friends of Bogle (distributor), 1994, ISBN 978-8185569086.
- Personal & Profane.
- Leave-taking.
- No Bed of Roses: The Rose Chan Story. Marshall Cavendish International Asia, 2013, ISBN 978-9814408202.

### Ausgaben in deutscher Übersetzung
Zerbrochene Träume. Horlemann Verlag, Merdingen 1992, ISBN 978-3-927905-35-1.